# CRIP1
CRIP1‏ (Cysteine rich protein 1) هوَ بروتين يُشَفر بواسطة جين CRIP1 في الإنسان.